# Palermo o Wolfsburg
Palermo o Wolfsburg (Palermo oder Wolfsburg) è un film drammatico del 1980 diretto da Werner Schroeter, ispirato al romanzo Passione di Michele del giornalista e scrittore Giuseppe Fava, che ha collaborato anche alla sceneggiatura.
È stato proiettato alla 30ª edizione del Festival di Berlino, aggiudicandosi l'Orso d'oro ex aequo con Heartland di Richard Pearce.

## Trama
Il diciottenne Nicola Zarbo decide di lasciare il paese di Palma di Montechiaro, in Sicilia, per sollevare le precarie condizioni economiche della sua famiglia e quindi si trasferisce in Germania Ovest, a Wolfsburg, per lavorare come operaio alla Volkswagen. Le sue speranze di una vita migliore si infrangono subito contro un muro di diffidenza e ostilità e Nicola scopre ben presto la difficoltà di adattarsi a nuove regole. Solo l'amore (che egli pensa ricambiato) per una bella ragazza tedesca, Brigitte, sembra fargli dimenticare la dura routine lavorativa, l'umiliazione dei superiori e l'isolamento linguistico. Quando una sera la ragazza lo lascia da solo e va con un altro, nel tentativo di salvare il suo "onore", Nicola diventa un assassino. Il processo che ne segue e la sfilata di personaggi chiamati sul banco dei testimoni assumono toni grotteschi, quasi onirici, una macabra macchina del terrore e della pazzia, che vedono Nicola protagonista di una sorta di "passione" laica, simile a quella di Gesù Cristo, che infatti fa da intermezzo per tutta la durata del film come una sacra rappresentazione, di quelle che tradizionalmente si svolgono nei paesi siciliani durante i riti del Venerdì Santo.

## Produzione
Le riprese sono state effettuate dal 9 aprile al 5 luglio 1979. La prima parte del film è stata girata in Sicilia nel comune di Palma di Montechiaro, in provincia di Agrigento, la seconda nella città di Wolfsburg nella Bassa Sassonia.

## Distribuzione
Dopo la proiezione al Festival di Berlino nel febbraio 1980, il film è stato mostrato al Chicago International Film Festival nel mese di ottobre e alla Fondazione Calouste Gulbenkian di Lisbona il 14 febbraio 1981.
Nel 1990 è stato riproposto a Berlino, nella retrospettiva "40 Years Berlinale" dedicata ad alcuni dei film più significativi delle passate edizioni, e il 3 dicembre 2010 è stato proiettato al Festival internazionale di Salonicco.

## Critica
Sean Axmaker scrive sul sito Turner Classic Movies: «Schroeter non è alla ricerca di un'esperienza emotiva, ma di un impegno intellettuale, esplorato con un espressionismo che lascia il posto al realismo studiato delle scene iniziali».

## Riconoscimenti
- 1980 – Festival internazionale del cinema di Berlino

Orso d'oro a Werner Schroeter (ex aequo con Heartland di Richard Pearce)
- 1980 – Chicago International Film Festival

Candidatura al Gold Hugo per il miglior lungometraggio a Werner Schroeter
- 1980 – Filmfestival Max Ophüls Preis

Candidatura al Premio Max Ophüls a Werner Schroeter
- 1980 – Filmfest München

Chaplin Shoe per il miglior attore a Otto Sander
- 1981 – Deutscher Filmpreis

Candidatura per il miglior attore non protagonista a Otto Sander